# Gaadhiffushi (Dhaalu-atol)
Gaadhiffushi is een van de onbewoonde eilanden van het Dhaalu-atol behorende tot de Maldiven.